# نطاق الديسنتجرين والبروتيناز الفلزي المحتوي على البروتين 33
نطاق الديسنتجرين والبروتيناز الفلزي المحتوي على البروتين 33 (بالإنجليزية: Disintegrin and metalloproteinase domain-containing protein 33)‏ هو بروتين يُشفر في الإنسان بواسطة جين ADAM33.